# Leiophron henryi
Leiophron henryi är en stekelart som först beskrevs av Loan 1984.  Leiophron henryi ingår i släktet Leiophron och familjen bracksteklar. Inga underarter finns listade i Catalogue of Life.